# Ford Prefect
O Ford Prefect foi um carro da Ford Motor Company fabricado entre 1938 e 1961.
Foram produzidas quatro gerações do modelo:
- E93A: fabricada entre os anos de 1938 e 1949;[2]
- E493A: fabricada de 1949 a 1953;[2]
- 100E: fabricada de 1953 a 1959;[2]
- 107E: fabricada de 1959 a 1961.[2]